# Пунья
Пу́нья ( puṇya IAST — «заслуга», «благо», «добро») — поняття в індуїзмі та буддизмі, що зустрічається ще в «Ріґведі». Воно означає заслуги, одержані й накопичені через доброчесні дії, що переносяться в інші життя. Пунья сприяє духовному розвитку людини і допомагає їй просуватися на шляху до мокші. Пунью можна отримати завдяки здійсненню добрих вчинків найрізноманітнішого роду. Пунью можна передавати своїм померлим близьким (як, наприклад, у практиці шитро). Нею також можна ділитися з батьками, вчителями, богами. Накопичення пуньї приносить у наступному житті добре здоров'я, багатство, мудрість, славу, схильність до духовної практики. Обсяг і тривалість майбутнього щастя і насолод залежить від кількості накопиченої пуньї.
Протилежністю пуньї є гріховні дії (папа), що погіршують карму індивіда та призводять до зворотних результатів у майбутніх втіленнях у круговороті самсари.